# Antonija Novaković
Antonija Novaković (Zagreb, 1979.) je hrvatska pjesnikinja.
Apsloventica je na Pravnom fakultetu, a zaposlena je u knjigovodstvu jedne privatne firme u Zagrebu.
Za rukopis "Lako mi je biti lošija" dobila je 2008. godine nagradu Goran za mlade pjesnike. Iste godine dobila je i nagradu Mostovi Struge na Struškim večerima poezije 2008. te nagradu časopisa Vijenac i izdavačke kuće Algoritam za autore kratke priče do 35 godina, Prozac.
Zbirka kratkih priča, "Birali ste broj koji se ne koristi" tiskana je u izdanju Algoritma 2011. godine.